# Arhopala moolaina
Arhopala moolaina är en fjärilsart som beskrevs av Moore 1878. Arhopala moolaina ingår i släktet Arhopala och familjen juvelvingar. Inga underarter finns listade i Catalogue of Life.